# مجتمع المساواة
مجتمعات المساواة هي مجموعات الأشخاص الذين اختاروا الحياة معًا، بحيث تكون المساواة واحدة من القيم الرئيسية لهم. ومن التعريفات واسعة النطاق للمساواتية «القدرة المتساوية على الوصول إلى الموارد وسلطة اتخاذ القرارات». على سبيل المثال، يتم تنفيذ عمليات اتخاذ القرارات من خلال الإجماع أو من خلال أي نظام آخر يكون لكل شخص فيه صوته، ولا يتم ذلك بشكل هرمي يتخذ فيه شخص واحد فقط أو عدد قليل من الأشخاص الاختيارات التي تؤثر على المجموعة بشكل كامل. وإذا قامت المجموعة بمشاركة الأصول (الدخل والمركبات وما إلى ذلك)، فإنه يتم توزيعها بشكل متساوٍ بين كل أعضاء المجموعة، ويحق لكل عضو الوصول إلى نفس الموارد التي يصل إليها أي عضو آخر بشكل أكثر أو أقل. وتعد مجتمعات المساواة نوعًا من أنواع الكوميون (لا تتسم بعض مجموعات الكوميون بالمساواة في طبيعتها).
و«قرار المساواة» هو قرار يتم اتخاذه من قبل المجموعة مقارنة بالشخص المفرد. ويمكن أن يتم اتخاذ القرار من خلال لجنة أو أعضاء منتخبين، إلا أنه يظل قرارًا قائمًا على المساواة. يعد اتحاد مجتمعات المساواة شبكة لمجموعات الكوميونة في أمريكا الشمالية يوفر قيمًا تشتمل على المساواة وعدم العنف ومشاركة الدخل والتعاون.

## وصلات خارجية
- Dacha Project
- A-Welcome-To-All We Invite You
- The Emma Goldman Finishing School
- Oran Mór
- Federation of Egalitarian Communities
- Intentional Communities Website
- Directory of Communes نسخة محفوظة 8 سبتمبر 2011 على موقع واي باك مشين. in the Communities Directory نسخة محفوظة 8 سبتمبر 2011 على موقع واي باك مشين.
- Communities magazine نسخة محفوظة 2 نوفمبر 2005 على موقع واي باك مشين.
- Egalitarianism
- Intentional Communities Wiki
- Twin Oaks Communities Conference Conference focused on education about living in Community.